# Filtro di Čebyšëv

## Prototipo di Filtro Analogico: il filtro di Chebyshev
Esistono due tipi di filtri di Chebyshev:
1) Filtri con oscillazioni equilivello in banda passante. (Chebyshev di tipo 1)
2) Filtri con oscillazioni equilivello in banda attenuata. (Chebyshev di tipo 2)
Rispetto ai filtri di Butterworth, questi filtri garantiscono le medesime specifiche di progetto con un ordine N inferiore e non possiedono risposta in frequenza monotona.

### Filtro di Chebyshev di tipo I
Il modulo al quadrato della risposta in frequenza di questa classe di filtri (passa - basso) di ordine N è pari:
{\displaystyle |H_{a}(j\omega )|^{2}={\frac {1}{1+\epsilon ^{2}T_{N}^{2}({\frac {\omega }{\omega _{p}}})}}}
dove {\displaystyle \omega _{p}=2\pi f_{p}}è la pulsazione che delimita la banda passante, nota anche come pulsazione di taglio (rad/sec); il termine {\displaystyle \epsilon }, legato a {\displaystyle R_{p}}(ripple in banda passante) è il fattore di oscillazione in banda passante e infine {\displaystyle T_{N}(x)}è il polinomio di Chebyshev di ordine N così definito:
{\displaystyle T_{N}({\frac {\omega }{\omega _{p}}})={\begin{cases}\cos(N\arccos({\frac {\omega }{\omega _{p}}})),0\leq {\frac {\omega }{\omega _{p}}}\leq 1\\\cosh(N\cosh ^{-1}({\frac {\omega }{\omega _{p}}})),0<{\frac {\omega }{\omega _{p}}}<\propto \end{cases}}}
La risposta in frequenza dipende strettamente dal comportamento dei polinomi che oscillano tra -1 e +1 nel primo caso, mentre crescono in modo monotono nel secondo.
Dalla definizione dei polinomi di Chebyshev derivano le seguenti proprietà:
1) {\displaystyle |H_{a}(0)|^{2}=1}per N dispari, {\displaystyle |H_{a}(0)|^{2}={\frac {1}{1+\epsilon ^{2}}}}altrimenti
2) {\displaystyle |H_{a}(j\omega _{p})|^{2}={\frac {1}{1+\epsilon ^{2}}}}per qualsiasi ordine del filtro

### Filtro di Chebyshev di tipo II
Il modulo al quadrato della risposta in frequenza del filtro di ordine N è la seguente:
{\displaystyle |H_{a}(j\omega )|^{2}={\frac {1}{1+\epsilon ^{2}{\frac {T_{N}^{2}({\frac {\omega _{s}}{\omega _{p}}})}{T_{N}^{2}({\frac {\omega _{s}}{\omega }})}}}}}
con {\displaystyle \omega _{s}}pulsazione di inizio banda di attenuazione.